# Focus (bài hát)
"Focus" là một bài hát của nữ ca sĩ Ariana Grande, được phát hành vào ngày 30 tháng 10 năm 2015. Bài hát đã được phát hành dưới dạng đĩa đơn đầu tiên từ album phòng thu thứ ba sắp ra mắt của cô ấy Dangerous Woman, tuy nhiên sau đó đã bị loại bỏ ra khỏi album và đĩa đơn đầu tiên được chuyển thành "Dangerous Woman". Tuy nhiên, bài hát vẫn được góp mặt trong phiên bản tại Nhật của album.
Bài hát nhận được những đánh giá không tích cực từ giới phê bình, hầu hết chỉ trích phần điệp khúc của bài hát. Tuy vậy, bài hát cũng đạt được những thành công về thương mại khi mở đầu tại vị trí số 7 tại Hoa Kỳ.

## Phát hành
Grande đã đăng tải một hình ảnh của cô trên Instagram vào tháng 7 năm 2015 với tựa đề "focus". Grande cính thức công bố sẽ phát hành "Focus" trong thời gian tới vào ngày 15 tháng 9 năm 2015 trong show truyền hình The Tonight Show Starring Jimmy Fallon và nói thêm rằng bài hát sẽ phát hành vào ngày 30 tháng 10 năm 2015.
Grande đã đăng tải một phần lời bài hát, một đoạn nhạc mẫu dài 6 giây của bài hát, đồng thời đăng tải bìa đĩa đơn vào khoảng đầu tháng 10 qua Instagram và Twitter. Cô ấy đã công bố bìa đĩa đơn chính thức của "Focus" vào ngày 14 tháng 10 năm 2015.
Vào 20 tháng 10 năm 2015, một đoạn nhạc mẫu 15 giây của bài hát được sử dụng để quảng cáo cho hãng nước hoa của Grande mang tên Ari by Ariana Grande.

## Đánh giá chuyên môn
Sau khi phát hành, "Focus" nhận được những ý kiến khả quan từ các nhà phê bình âm nhạc. Kaitlyn Tiffany từ The Verge đã nói rằng, "As Ariana Grande là một ca sĩ tài năng, bài hát "Focus" rất dễ chịu để nghe". Tuy nhiên, Brennan Carley từ Spin cho rằng "Focus" quá giống với đĩa đơn trước của Grande " Problem". Nolan Feeney từ tạp chí Time cũng nhận xét rằng bài hát tương tự như "Problem", nhưng lưu ý rằng điều này có thể không phải là một điều xấu, đã nói rằng: "Nếu nó không đổ vỡ, thì hãy đừng sửa chữa nó, và nó không chứng tỏ thực lực của Grande".

## Video âm nhạc
Hannah Lux Davis đã làm đạo diễn cho video âm nhạc cho "Focus", được phát hanh cúng ngày với bài hát. Hannah đã từng làm đạo diễn cho một số video của Grande như "Love Me Harder" hay "Bang Bang".

## Xếp hạng
| Bảng xếp hạng (2015)            | Vị trí cao nhất |
| ------------------------------- | --------------- |
| Australia (ARIA)                | 10              |
| Bỉ (Ultratop 50 Flanders)       | 14              |
| Bỉ (Ultratop 50 Wallonia)       | 33              |
| Canada CHR/Top 40 (Billboard)   | 46              |
| France (SNEP)                   | 27              |
| Đức (GfK)                       | 18              |
| Hungary (Single Top 40)         | 12              |
| Ireland (IRMA)                  | 14              |
| Ý (FIMI)                        | 8               |
| Nhật Bản (Japan Hot 100)        | 84              |
| Hà Lan (Dutch Top 40)           | 34              |
| Hà Lan (Single Top 100)         | 10              |
| New Zealand (Recorded Music NZ) | 16              |
| Norway (VG-lista)               | 25              |
| Scotland (OCC)                  | 7               |
| Thụy Điển (Sverigetopplistan)   | 19              |
| Thụy Sĩ (Schweizer Hitparade)   | 16              |
| Anh Quốc (OCC)                  | 10              |
| Hoa Kỳ Billboard Hot 100        | 7               |
| Hoa Kỳ Pop Airplay (Billboard)  | 30              |

## Lịch sử phát hành
| Khu vực  | Ngày                 | Định dạng                   | Nhãn            | Mã catalog | Chú thích |
| -------- | -------------------- | --------------------------- | --------------- | ---------- | --------- |
| Toàn cầu | 30 tháng 10 năm 2015 | Tải kỹ thuật số             | Republic        | Không có   | [ 30 ]    |
| Hoa Kỳ   | 2 tháng 11 năm 2015  | Nhạc người lớn đương đại    | Republic        | Không có   | [ 31 ]    |
| Hoa Kỳ   | 3 tháng 11 năm 2015  | radio hit đương đại         | Republic        | Không có   | [ 32 ]    |
| Nhật Bản | 4 tháng 12 năm 2015  | CD Maxi (Phiên bản thường)  | Universal Music | UICU-5016  | [ 33 ]    |
| Nhật Bản | 4 tháng 12 năm 2015  | CD Maxi (Phiên bản cao cấp) | Universal Music | UICU-9081  | [ 34 ]    |